# Wald-Bingelkraut
Das Wald-Bingelkraut (Mercurialis perennis), auch Ausdauerndes Bingelkraut, Dauer-Bingelkraut und Wildhanf genannt, ist eine Pflanzenart aus der Gattung der Bingelkräuter (Mercurialis) innerhalb der Familie der Wolfsmilchgewächse (Euphorbiaceae).

## Beschreibung

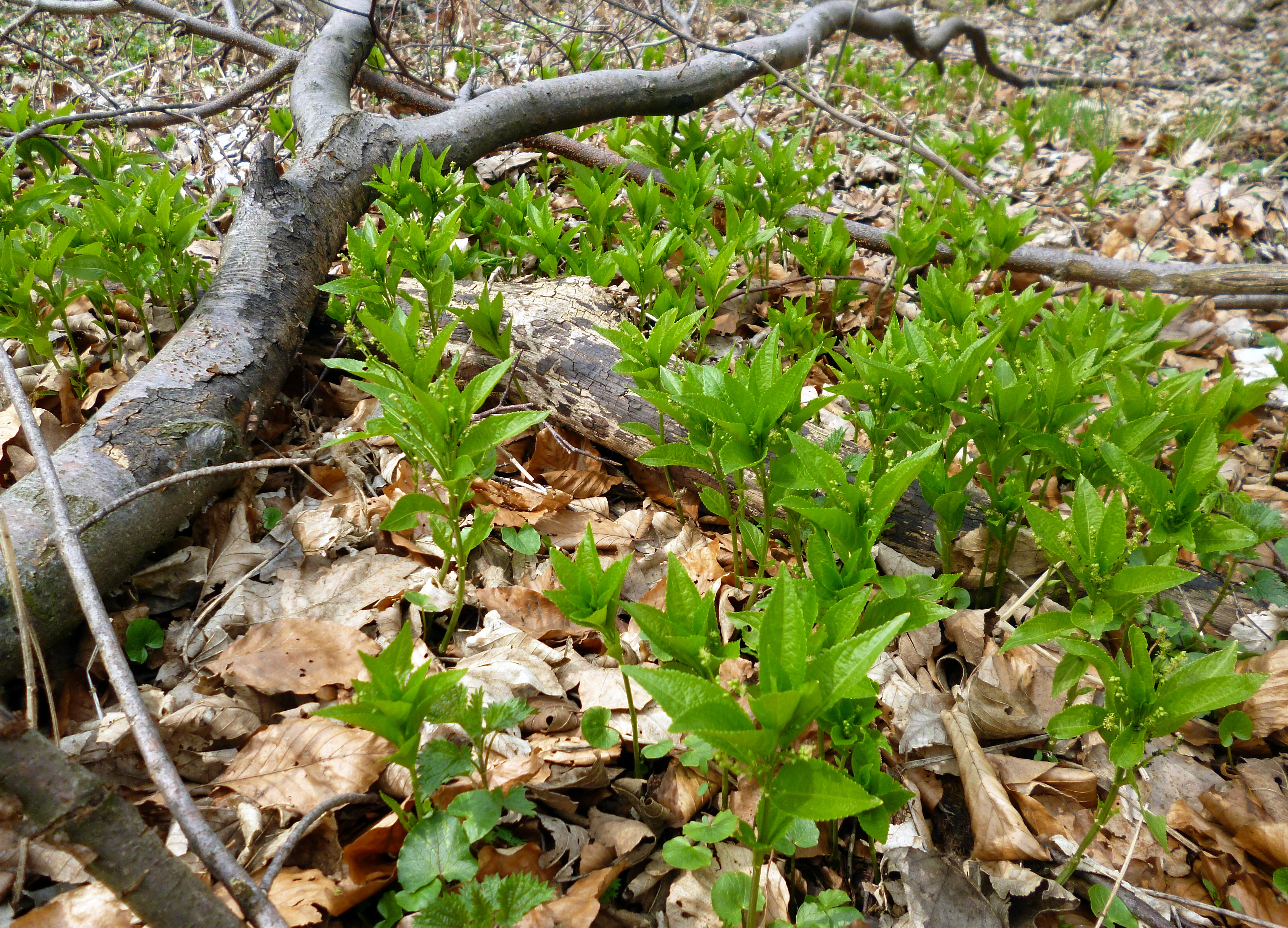
Habitus im Habitat

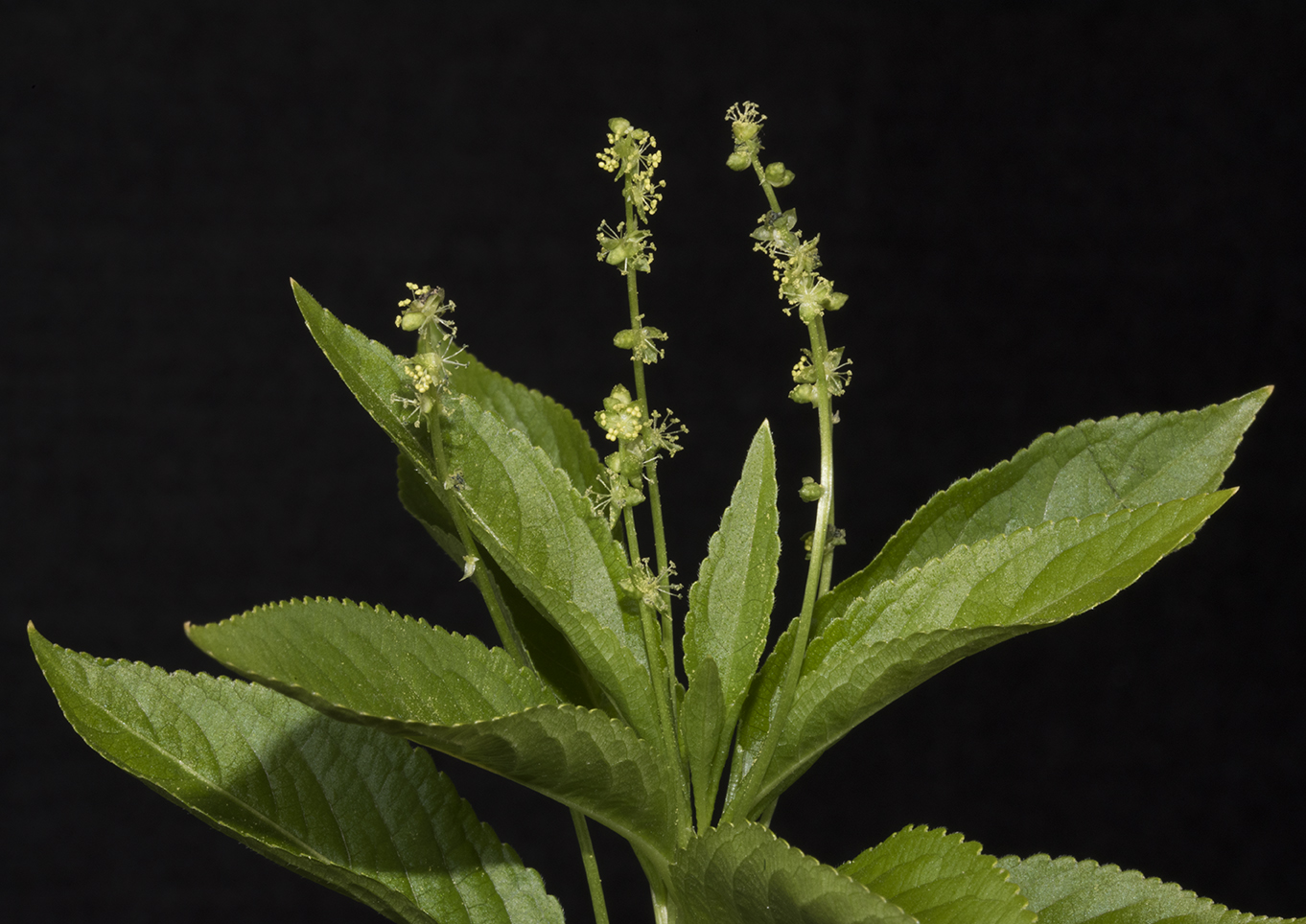
Männliche Pflanze

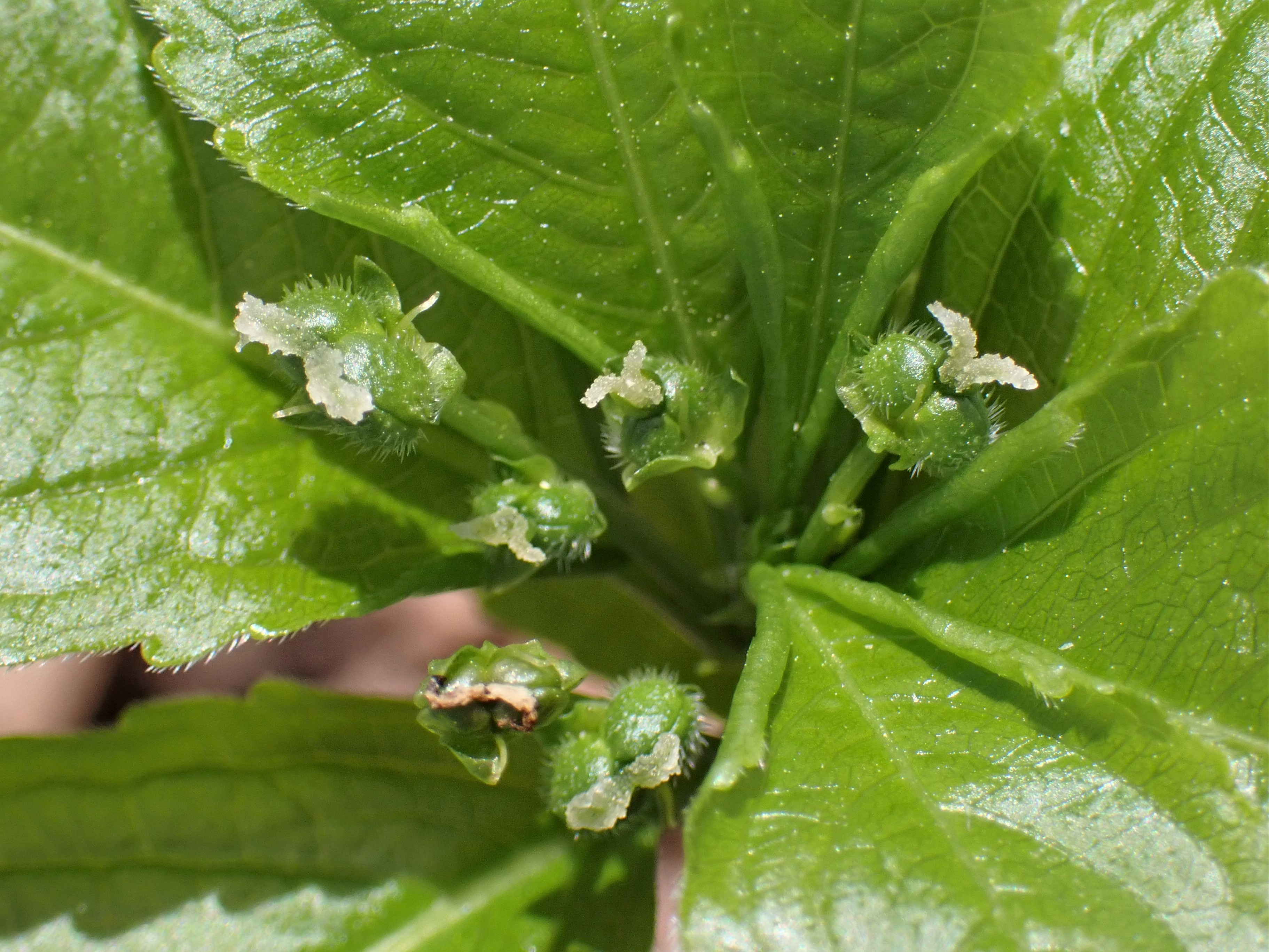
Weibliche Pflanze blühend

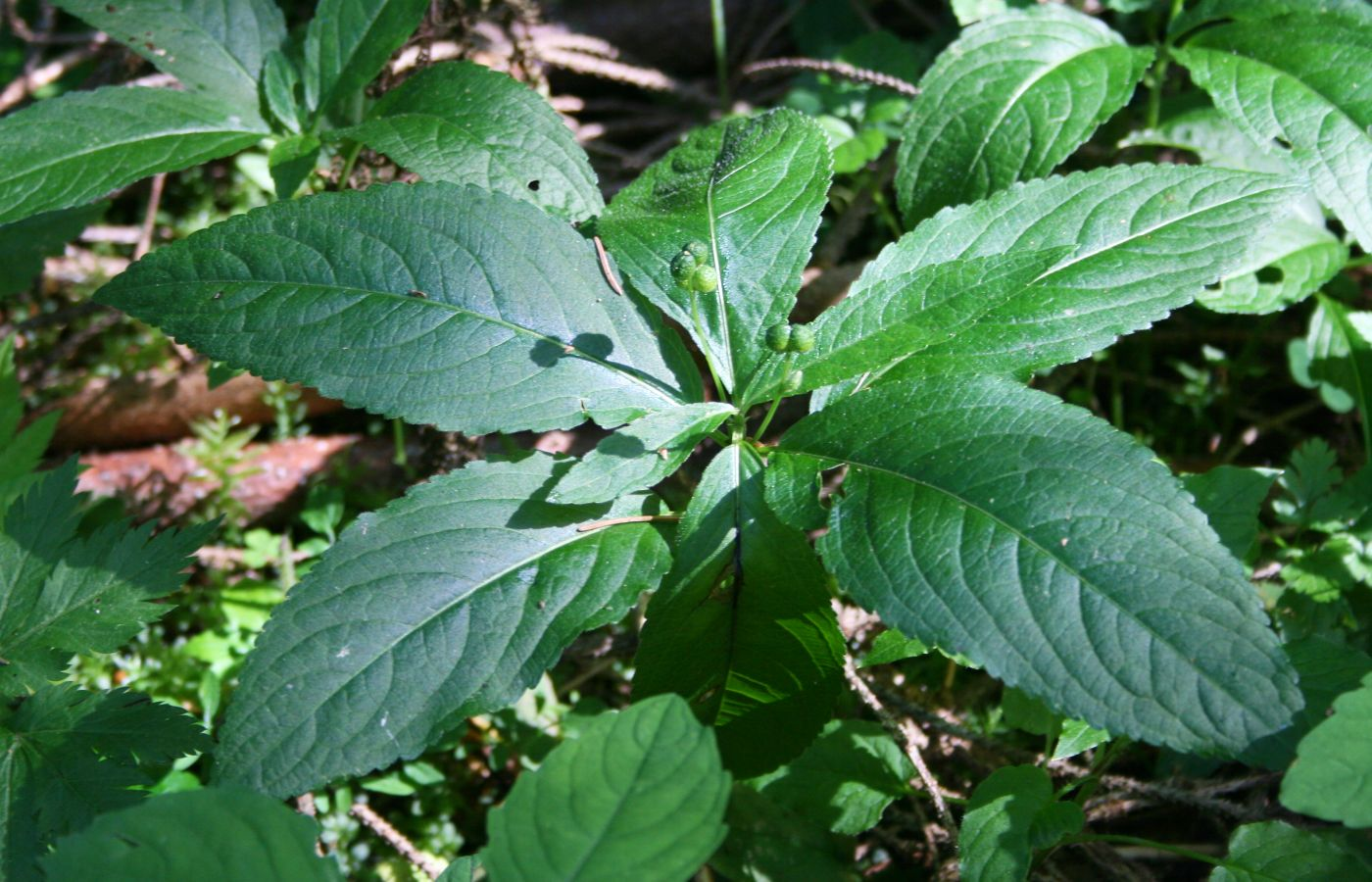
Weibliche Pflanze fruchtend

### Vegetative Merkmale
Das Wald-Bingelkraut wächst als mehrjährige (plurienn-hapaxanth) krautige Pflanze und erreicht Wuchshöhen von 15 bis 30 Zentimetern. Obwohl zu den Wolfsmilchgewächsen gehörend, besitzt sie keinen Milchsaft. Sie hat einfache, aufrechte, vierkantige mit zwei scharfen Kanten im oberen Abschnitt beblätterte Stängel (im unteren Teil nur mit Schuppenblättern). Die Laubblätter sind in Blattstiel und -spreite gegliedert. Der Blattstiel ist 5 bis 30 Millimeter lang. Die einfache Blattspreite ist elliptisch bis länglich-eiförmig und etwa zwei- bis dreimal so lang wie breit.

### Generative Merkmale
Die Blütezeit reicht von April bis Mai. Das Wald-Bingelkraut ist zweihäusig getrenntgeschlechtig (diözisch), es gibt also weibliche und männliche Pflanzenexemplare mit entweder weiblichen bzw. männlichen Blütenständen. Die Blüten sind klein, grün und reduziert. Die männlichen Blüten haben zahlreiche Staubblätter. Sie stehen in unterbrochenen Blütenständen, die oft nur die obere Hälfte des Scheinährenstiels einnehmen. Das Perigon ist grün und etwa 2 Millimeter lang. Die weiblichen Blüten stehen einzeln oder zu zweien; sie sind langgestielt und achselständig.
Die Früchte sind zwei- bis dreifächrige Kapselfrüchte mit einsamigen Teilfrüchten. Die Kapselfrucht ist zweiknotig, borstig und 4 bis 5 Millimeter lang. Die weiß-grauen Samen sind bei einer Länge von etwa 3 Millimetern fast kugelig und grubig-runzelig.
Die Chromosomenzahl beträgt 2n = 42 oder 64-66.

## Ökologie
Das Wald-Bingelkraut ist ein Rhizom-Geophyt, der im atlantischen Klima möglicherweise wintergrün ist. Es findet reichlich vegetative Vermehrung durch verzweigte Ausläufer statt, weswegen männliche und weibliche Pflanzen oft getrennt stehen und jeweils ausgedehnte Bestände einheitlichen Geschlechts bilden können, wie man es auch von anderen ausdauernden zweihäusigen Gewächsen aufgrund ihrer klonalen Ausbreitung kennt. Man denke an Große Brennnessel, Japanischen Staudenknöterich, Sanddorn oder den Kleinen Baldrian.
Beim Trocknen (beispielsweise im Herbarium) nehmen die Pflanzenteile gewöhnlich durch Bildung von Indigo einen blau-schwarzen Metallglanz an.
Seine Blätter riechen unangenehm.
Die Blüten sind eingeschlechtig und riechen durch Amine fischartig. Die Bestäubung erfolgt durch Insekten und durch den Wind. Das Wald-Bingelkraut ist windblütig.
Die Entwicklung von Samen ist auch bei ausbleibender Bestäubung möglich (Apomixis).

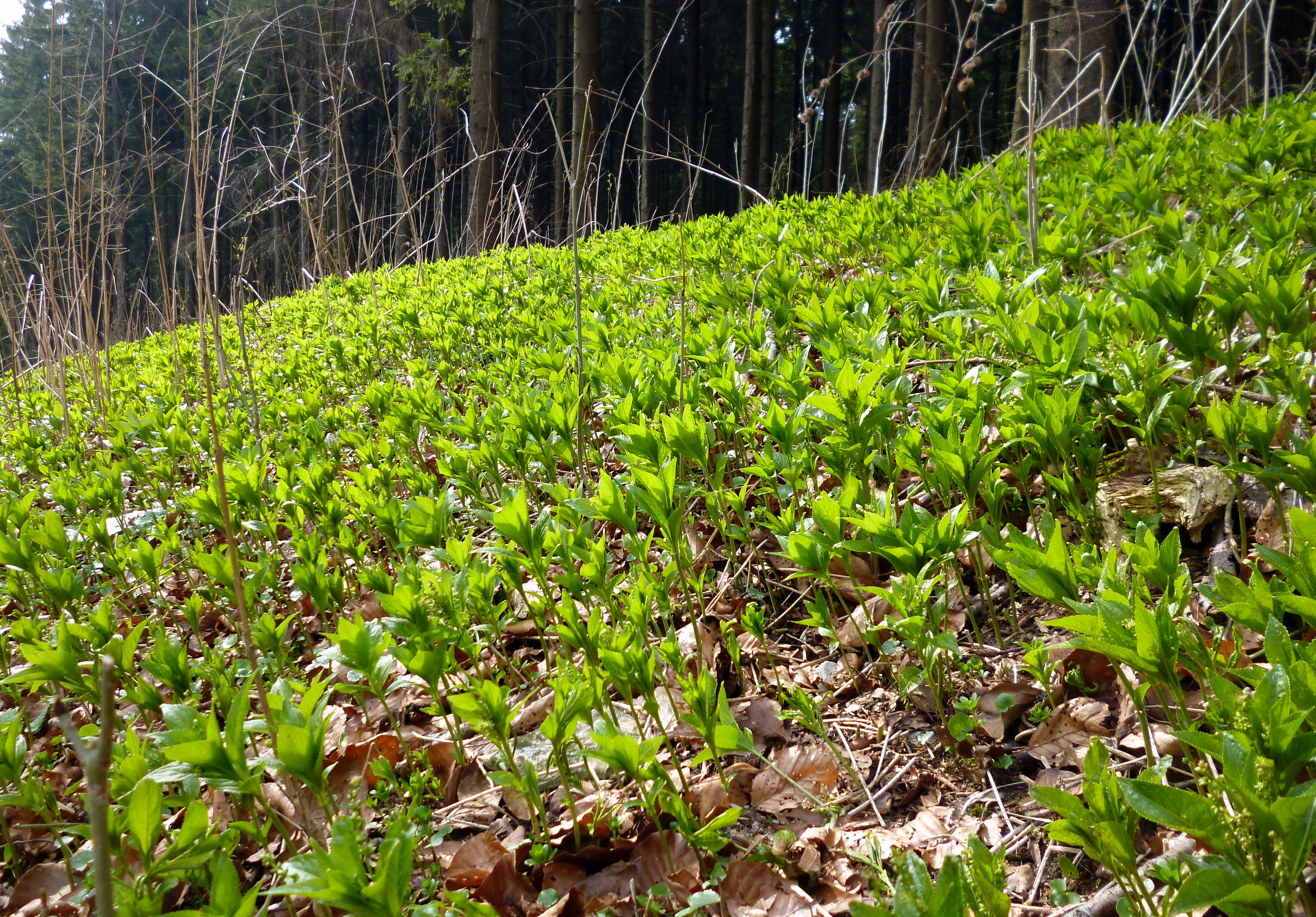
Für das Wald-Bingelkraut typisches Auftreten in großen Beständen

## Vorkommen
Das Wald-Bingelkraut ist in Europa und Vorderasien bis zum Iran verbreitet und kommt auch in Algerien vor. Es kommt in Europa in fast allen Ländern vor und fehlt nur in Island und Moldau. In Irland wurde es eingeschleppt.
Das Wald-Bingelkraut steigt in den Allgäuer Alpen am Südhang des Kegelkopfs in Bayern bis in Höhenlagen von 1850 Metern auf.
Man findet es häufig und gesellig in krautreichen Buchen- und Nadelwäldern, auch in Eichen- und Eschenauenwäldern oder in Hochstaudenfluren. Es bevorzugt feuchten, nährstoff- und basenreichen, lockeren Boden an eher schattigen Standorten. Es zeigt Sickerwasser an. In Lehm- und Kalkgebieten tritt es oft in großen Gruppen auf.
Nach Ellenberg ist es ein Stickstoffzeiger und eine Ordnungscharakterart der Edellaub-Mischwälder und verwandter Gesellschaften (Fagetalia sylvaticae).
Die ökologischen Zeigerwerte nach Landolt et al. 2010 sind in der Schweiz: Feuchtezahl F = 3+ (feucht), Lichtzahl L = 1 (sehr schattig), Reaktionszahl R = 4 (neutral bis basisch), Temperaturzahl T = 3+ (unter-montan und ober-kollin), Nährstoffzahl N = 3 (mäßig nährstoffarm bis mäßig nährstoffreich), Kontinentalitätszahl K = 2 (subozeanisch).

## Taxonomie
Die Erstveröffentlichung von Mercurialis perennis erfolgte 1753 durch Carl von Linné in Species Plantarum, Band 2, S. 1035. Das Artepitheton perennis bedeutet „ausdauernd“.

## Besonderheiten
An dieser Art entdeckte Rudolf Jacob Camerarius 1694 in Tübingen die Sexualität der Pflanzen.

## Medizinische Bedeutung

### Heilwirkung
In der Antike und im Mittelalter galt das Bingelkraut (lateinisch Mercurialis oder auch Linochitis genannt) als wirksam bei Magenverstopfung und als Mittel zum schnellen Anregen der Monatsblutung, zudem wurde es bei Augenbeschwerden und verstopftem Gehörgang angewendet. Die abführende Wirkung ist belegt. Als Heilpflanze wird Wald-Bingelkraut heute selten verwendet.

### Giftigkeit
Alle Pflanzenteile gelten für den Menschen insgesamt als wenig giftig. Hauptwirkstoffe sind Saponine, Methylamin und Trimethylamin. Alle Pflanzenteile haben zur Fruchtreife den höchsten Wirkstoffgehalt, das getrocknete Kraut soll ohne Wirkung sein. Eine Wirkung als Abführmittel ist den Saponinen zuzuschreiben. Vergiftungen beim Menschen sind kaum zu erwarten.
Durch die Aufnahme von Bingelkraut-Arten kann es bei Pferden, Schweinen und Wiederkäuern zu einer Gastroenteritis und Schädigung der Nieren und der Leber kommen. Als Symptome treten vielfach erst nach Tagen auf: Speichelfluss, Fresslust, Teilnahmslosigkeit, Stöhnen, als charakteristisches Merkmal Torticollis (schiefe Halsstellung), steigende, dann sinkende Temperatur.